# Jon Matlack
Jonathan Trumpbour Matlack (nacido el 19 de enero de 1950) es un exjugador y entrenador de béisbol profesional estadounidense. Jugó en las Grandes Ligas como lanzador zurdo desde 1971 hasta 1983 para los Mets de Nueva York y los Rangers de Texas .
El tres veces All-Star fue nombrado Novato del Año de la Liga Nacional de 1972 y fue miembro del equipo de los Mets de Nueva York que ganó el banderín de la Liga Nacional en 1973 Matlack lideró la Liga Nacional en blanqueadas en 1974 y 1975 y se ubica en el top 10 entre los lanzadores de los Mets en victorias, juegos completos, efectividad, ponches, blanqueadas y entradas lanzadas. En 2020, Matlack fue incluido en el Salón de la Fama de los Mets de Nueva York.

## Primeros años
Matlack nació en West Chester, Pensilvania. Tenía solo 17 años cuando los Mets lo seleccionaron como la cuarta selección general en el draft de 1967 de las Grandes Ligas de la Escuela Secundaria de Henderson en el Distrito Escolar del Área de West Chester de Pensilvania. Su carrera en el béisbol se retrasó por el torneo de su equipo de American Legion Baseball. Una vez que pudo comenzar su carrera profesional en el béisbol, tuvo un decepcionante 0-1 con un promedio de carreras limpias de 14.40 para los Mets de Williamsport, pero mejoró a 3-2 con un promedio de carreras limpias de 2.00 más tarde en la temporada de 1967 para los Mets de la Liga Instruccional de Florida.
Su ascenso al estrellato comenzó en 1968 con los Mets de Raleigh-Durham. Matlack tuvo marca de 13–6 con un promedio de carreras limpias de 2.76 y 188 ponches en 173 entradas lanzadas. Junto con sus compañeros abridores zurdos Charlie Hudson y Jerry Bark, llevó a los Mets a un récord de 83–56, y el primer lugar en la División Este de la Liga de Carolina. Su ascenso en las filas continuó en 1969, cuando tuvo marca de 14-7 para liderar los Tidewater Tides de Triple-A al campeonato de la Liga Internacional.

## Carrera profesional

### Mets de Nueva York
Una lesión en el músculo romboide de Jerry Koosman abrió un lugar para un zurdo en la rotación inicial de los Mets durante la temporada de 1971. Matlack hizo su debut en las Grandes Ligas contra los Rojos de Cincinnati en el segundo juego de una doble cartelera el 11 de julio, y estaba en la línea de la victoria cuando se marchó después de siete entradas. Sin embargo, el bullpen de los Mets (incluido un salvamento fallido de Tom Seaver) no pudo asegurar la victoria, y Matlack no tuvo decisión en su debut en las Grandes Ligas.
Matlack también estaba en línea para una victoria en la segunda apertura de su carrera contra los Cardenales de San Luis hasta que las ruedas se salieron en la séptima. Después de retirar a los dos primeros bateadores, Matlack caminó a los dos siguientes. Jim Beauchamp siguió con un doble para empatar el marcador y sacar a Matlack del juego. Un sencillo de Ted Simmons (seleccionado 6 lugares después de Matlack en el draft de 1967) anotó a Beauchamp con la carrera de aprobación y colgó una L sobre Matlack en la segunda apertura de su carrera. Para la temporada, Matlack tuvo marca de 0-3 con efectividad de 4.14 en siete apariciones (seis aperturas). Su mejor actuación de pitcheo fue la última, cuando permitió solo una carrera en ocho entradas de trabajo contra los Piratas de Pittsburgh .

#### Novato del Año
Matlack hizo que el equipo saliera de los entrenamientos de primavera en 1972 y tuvo un comienzo de 6-0 con un promedio de carreras limpias de 1.95 en los primeros dos meses de la temporada. Él terminó la temporada en 15-10 con una efectividad de 2.32 para ganar el premio al Novato del Año de la Liga Nacional. El 30 de septiembre, Matlack cedió el hit número 3000 y último de la carrera de Roberto Clemente.
El 8 de mayo de 1973, una línea violenta desde el bate de Marty Pérez de los Bravos de Atlanta golpeó la cabeza de Matlack con tanta fuerza que la pelota rebotó en el dugout. Sufrió una pequeña fractura de cráneo, pero se recuperó lo suficientemente rápido como para regresar y lanzar seis entradas en blanco en Pittsburgh el 19 de mayo. Terminó ganando catorce juegos para los Mets, campeones de la Liga Nacional.

#### 1973 NLCS y Serie Mundial
El récord de Matlack bajó a 14-16 en 1973, sin embargo, tuvo marca de 5-1 a partir del 18 de agosto, lo que ayudó a los Mets a capturar la corona del Este de la Liga Nacional. Quizás su momento más memorable con los Mets ocurrió el 7 de octubre de 1973 cuando mantuvo a su equipo a solo dos hits en el Juego 2 de la Serie de Campeonato de la Liga Nacional de 1973. Ambos hits fueron del jardinero suplente Andy Kosco.
Fue igualmente impresionante en la Serie Mundial de 1973, permitiendo solo tres hits en seis entradas en el juego uno de la Serie Mundial, sin embargo, los Atléticos de Oakland anotaron dos carreras en un error de Félix Millán en la tercera y aguantaron para una victoria 2–1. Ganó el cuarto juego, permitiendo solo una carrera en ocho entradas. Sin embargo, perdió el séptimo y decisivo juego de la serie 5-2; en la tercera entrada de ese juego, concedió jonrones de dos carreras a Bert Campaneris y Reggie Jackson, los únicos dos jonrones que Oakland conectó durante la Serie.

#### All-Star
Matlack fue un All-Star para los Mets durante las siguientes tres temporadas, compartiendo los honores de Jugador Más Valioso en el juego de 1975 con Bill Madlock. En 1976, Matlack tuvo marca de 17-10 con un promedio de carreras limpias de 2.95 y una liga liderando seis blanqueadas para terminar sexto en la votación del Premio Cy Young de la Liga Nacional.

### Vigilantes de Texas
En 1977, el récord de Matlack bajó a 7-15 con un promedio de carreras limpias de 4.21 (había ingresado a la temporada con un promedio de carreras limpias de 2.88) para un equipo de los Mets que perdió 98 juegos y terminó último en la División Este de la Liga Nacional. Matlack fue traspasado de los Mets a los Rangers de Texas en el primer acuerdo exitoso de cuatro equipos en la historia de las Grandes Ligas el 8 de diciembre de 1977 que también involucró a los Bravos de Atlanta, los Piratas de Pittsburgh y un total de 11 jugadores que cambiaron de equipo. Los Rangers también recibieron a Al Oliver y Nelson Norman de parte de los Piratas. Los Mets recibieron de los Bravos a Willie Montañez y de los Rangers a Tom Grieve y Ken Henderson, quien fue enviado a Nueva York para completar la transacción tres meses después, el 15 de marzo de 1978. Adrian Devine, Tommy Boggs y Eddie Miller fueron canjeados de los Rangers a los Bravos. Los Piratas adquirieron a Bert Blyleven de los Rangers y John Milner de los Mets.
Matlack tuvo marca de 15-13 con un promedio de carreras limpias de 2.27 (segundo detrás de Ron Guidry) y obtuvo su primer salvamento en su carrera en su primera temporada en Texas, sin embargo, la cirugía del codo lo limitó a solo 13 aperturas en 1979. Se recuperó para hacer 34 aperturas en 1980, una de las cuales fue el 19 de agosto, cuando retuvo a George Brett, quien estaba bateando por encima de .400, sin hits, poniendo fin a su racha de 30 juegos de hits.

### Estadísticas
| W   | L   | PCT  | ERA  | GRAMO | GS  | CG | SHO | SV | IP   | BF   | H    | ER  | R   | HORA | BALIDO | K    | BB  | BB / 9 | WP | HTA | % De campo | Promedio |
| 125 | 126 | .498 | 3,18 | 361   | 318 | 97 | 30  | 3  | 2363 | 9789 | 2276 | 835 | 970 | 161  | .254   | 1516 | 638 | 2.4    | 68 | 26  | .952       | .129     |

Matlack compiló 1.023 ponches y un promedio de carreras limpias de 3.03 como uno de los "Tres Grandes" alrededor de los que se construyeron los Mets de Nueva York en la década de 1970, junto con Tom Seaver y Jerry Koosman. Sin embargo, los Mets también eran un equipo de bateo ligero en ese momento, y su récord de 82-81 no es ni mucho menos indicativo de lo bien que lanzó para el club. El 28 de enero de 2020, los Mets anunciaron que Matlack ingresará al Salón de la Fama de los Mets de Nueva York el 17 de mayo en una ceremonia en el Citi Field.
- Serie de Campeonato de la Liga Nacional de 1973.
- 2 veces Líder de la Liga Nacional en blanqueadas (1974, 1976).
- Líder de la Liga Nacional en victorias por encima del reemplazo de lanzadores (1974).
- Líder de la Liga Americana en la proporción más baja de base en bolas por 9 entradas (1980).
- 3 veces Iniciador del día inaugural de los Texas Rangers (1978, 1980, 1981)
- Líder de la Liga Nacional en Situational Wins Saved (1974).[18]
- Líder de la Liga Nacional en porcentaje de fildeo por un lanzador (1974).
- Líder de la Liga Americana en porcentaje de fildeo por un lanzador (1982).

## Coaching
Matlack se retiró después de la temporada de 1983. Después de cuatro años fuera del juego, fue contratado como entrenador de pitcheo para la filial de la Liga de Arizona de los Padres de San Diego. También entrenó en la organización de los Medias Blancas de Chicago antes de ser contratado como entrenador de pitcheo de las Grandes Ligas de los Tigres de Detroit en 1996. Más tarde fue contratado como su coordinador de pitcheo de ligas menores. Pasó la temporada 2012 como coordinador de pitcheo de ligas menores de los Astros de Houston.

## Vida personal
Matlack fue el hijo de Ralph Russell Matlack Jr. (15 de abril de 1926 en West Chester, Pensilvania - 2 de febrero de 1969 en West Chester, PA) y Marcella Ruth Trumpbour (12 de mayo de 1923 en Saugerties, Nueva York - 20 de diciembre de 2016 en Glenmoore, Pensilvania). Sus padres se casaron el 5 de julio de 1947 en Saugerties, Nueva York, y tuvo cuatro hermanos menores: Deborah, Gail, Timothy y Andrew. Tras la muerte de su padre en 1969, su madre se volvió a casar con Joseph R. Vogel (1920-2007), quien tuvo tres hijos de un matrimonio anterior: Kenneth, Richard y Landa.